# Montrabé
Montrabé (okzitanisch: Monrabe) ist eine  südfranzösische Gemeinde mit 4322 Einwohnern (Stand: 1. Januar 2022) im  Département Haute-Garonne in der Region Okzitanien. Sie gehört zum Arrondissement Toulouse und zum Kanton Toulouse-10. Die Einwohner heißen Montrabéen(ne)s.

## Geografie
Montrabé liegt als banlieue im Nordosten von Toulouse am Fluss Sausse und seinem Zufluss Seillonne. Umgeben wird Montrabé von den Nachbargemeinden Rouffiac-Tolosan im Norden, Beaupuy im Nordosten und Osten, Mondouzil im Südosten, Pin-Balma im Süden und Südosten, Balma im Süden und Südwesten, L’Union im Westen und Nordwesten sowie Saint-Jean im Nordwesten.
An der Nordgrenze der Gemeinde führt die Autoroute A68 entlang.

## Bevölkerungsentwicklung
| 1962                      | 286  |
| 1968                      | 353  |
| 1975                      | 821  |
| 1982                      | 1740 |
| 1990                      | 2347 |
| 1999                      | 3201 |
| 2006                      | 3332 |
| 2011                      | 3700 |
| Quelle: Cassini und INSEE |      |

## Sehenswürdigkeiten
- Kirche Saint-Martial
- Calvaire

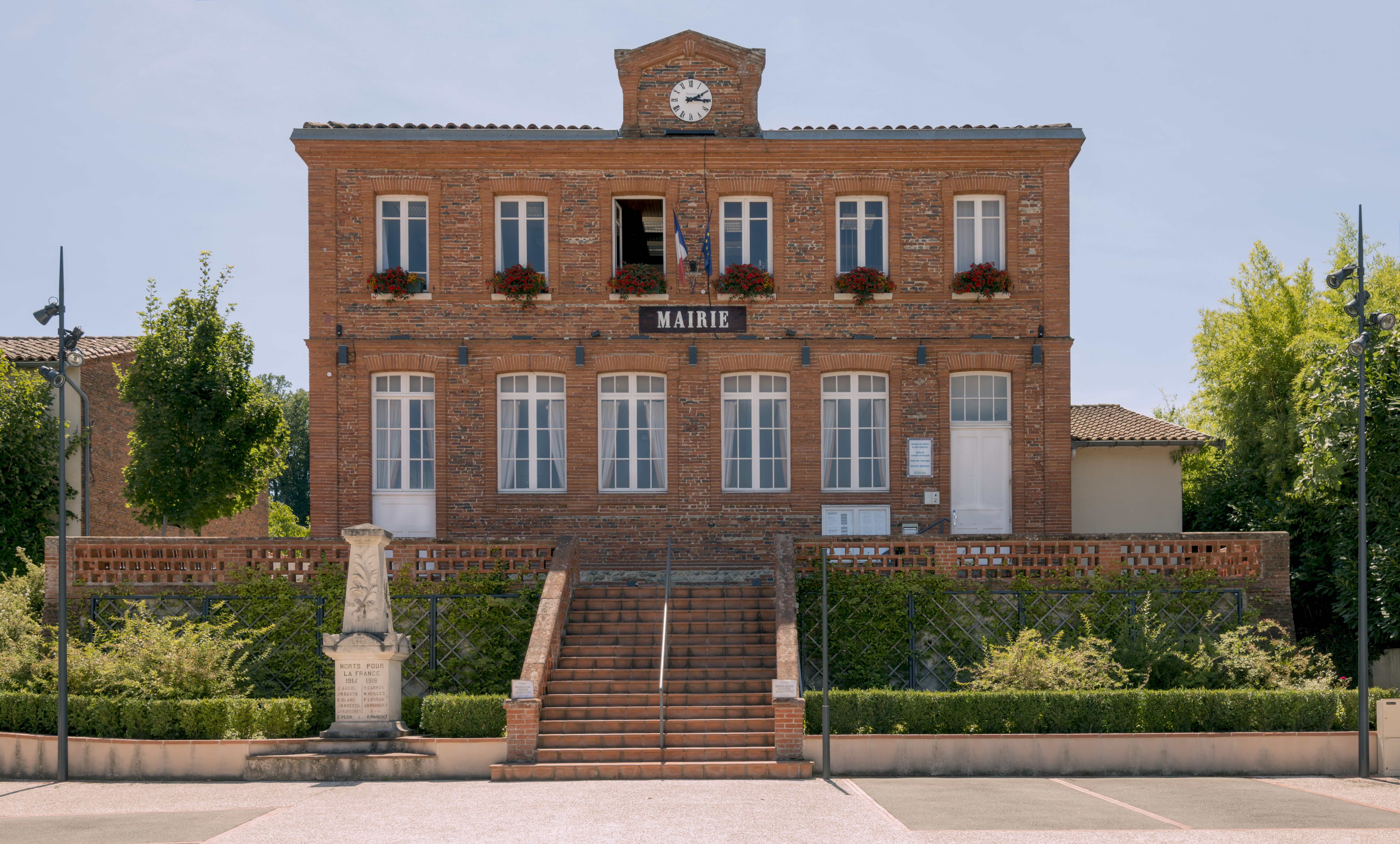
Rathaus
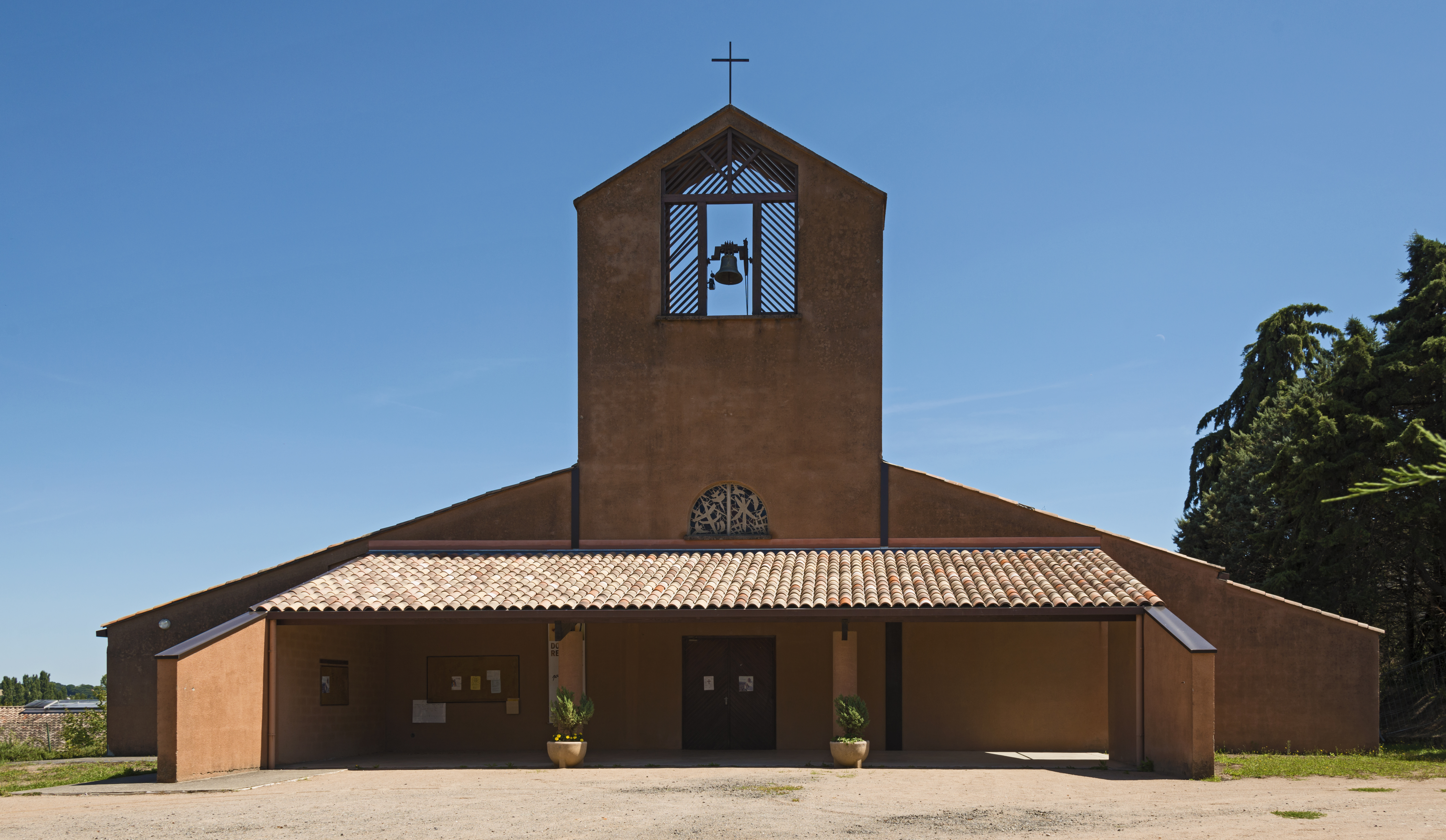
Kirche Saint-Martial

## Persönlichkeiten
- Auguste Belloc (1800–1867), Fotograf